# Catedral de Tønsberg
La catedral de Tønsberg (en noruego, Tønsberg domkirke) es un templo luterano de la Iglesia de Noruega; es sede de la diócesis de Tunsberg.
Es un templo de ladrillos neogótico, diseñado originalmente por el arquitecto Christian Heinrich Grosch y finalizada en 1858, sobre las ruinas de una antigua iglesia. Fue remodelada en 1939 por Arnstein Arneberg.
Originalmente una iglesia parroquial, fue elevada a catedral en 1948, cuando se creó la diócesis de Tunsberg, desprendida de la de Oslo.
Tiene espacio para 550 asientos. Entre sus piezas más destacadas figura el púlpito de 1621 y el retablo de 1764.
- Datos: Q2118647
- Multimedia: Tønsberg domkirke / Q2118647